# Alaska P. Davidson
Alaska Packard Davidson (1 de marzo de 1868 - 16 de julio de 1934) fue una oficial de la ley estadounidense, conocida por ser la primera mujer agente especial en el FBI.

## Vida personal
Davidson nació en Warren (Ohio), el 1 de marzo de 1868, hija de Warren y Mary Elizabeth Doud Packard. Sus dos hermanos, James Ward Packard y William Doud Packard, fundaron Packard, un fabricante de automóviles que posteriormente se fusionaría con Studebaker.
Poco se conserva de su vida personal, excepto que solo tuvo tres años de educación pública y ninguna educación universitaria. Tuvo una hija, Esther, que murió en 1902. Se casó dos veces, la primera de ellas con Ephraim B. McCrum Jr. en 1893. En 1910 y 1920, el Censo de Estados Unidos recoge el nombre de su esposo como James B. Davidson. En 1930, su estado civil aparece como "viuda".
Murió el 16 de julio de 1934, a la edad de 66 años.

## Trabajo en el FBI
El 11 de octubre de 1922, a la edad de 54 años, Davidson fue contratada por el director William J. Burns para trabajar en el Buró de Investigación (el nombre anterior del FBI) como investigadora especial; convirtiéndose en la primera mujer en acceder al puesto de agente especial. Formada en Nueva York, más tarde fue asignada a la oficina de campo de Washington D. C. Su salario inicial era de $ 7 al día más $ 4 cuando viajaba.
La Oficina estaba interesada en contratar agentes femeninas para trabajar en casos relacionados con la Ley Mann, que tenía como objetivo combatir el tráfico sexual interestatal. Sin embargo, dado que se la consideraba una persona "muy refinada", se dio la orden de que no la pusieran en casos "difíciles". Esto, combinado con su escolaridad limitada, significaba que se la consideraba de utilidad limitada cuando se trataba de enjuiciar tales delitos. Durante su trabajo en la oficina local de Washington, también estuvo involucrada en un caso contra otro agente que estaba vendiendo información clasificada del Departamento de Justicia a criminales.
Después de que John Edgar Hoover se convirtiera en director interino de la Oficina en 1924 después del escándalo del Teapot Dome, pidió la renuncia de Davidson cuando el agente especial a cargo en la oficina de campo de Washington informó que no tenía "ningún trabajo en particular para una agente mujer". Davidson renunció el 10 de junio de 1924.
Solo tres mujeres se convirtieron en agentes en la década de 1920 y, con la renuncia de Davidson y su compañera la agente Jessie B. Duckstein en 1924 y Lenore Houston en 1928, el FBI no tuvo agentes femeninas entre 1929 y 1972.

## En la cultura popular
- La mención a Davidson como la primera mujer agente del FBI por el personaje Lana Kane en el episodio titulado "Waxing Gibbous" de la serie de televisión "Archer: Dreamland", ha sido señalada por "The A.V. Club" como un ejemplo del hábito del programa de usar referencias poco conocidas.[12]